# Ottomaans Hongarije
Ottomaans Hongarije verwijst naar een periode in de geschiedenis van het hedendaagse Hongarije toen dit onder bewind stond van het Ottomaanse Rijk van 1541 tot 1699. In Hongarije wordt hiernaar verwezen als de "Turkse bezetting" (Török hódoltság).

## Geschiedenis
In de zestiende eeuw breidde de macht van het Ottomaanse Rijk zich uit alsook het grondgebied van het land op de Balkan en de Pannonische vlakte. Door de boerenopstanden was de macht van het koninkrijk Hongarije verzwakt. Onder de heerschappij van Lodewijk II werd de adel van het land ook verdeeld.
Na de verovering van Belgrado in 1521 aarzelde sultan Süleyman I niet om een aanval te lanceren tegen het verzwakte koninkrijk. Het Hongaarse leger werd op 29 augustus 1526 verslagen in de Slag bij Mohács. Hierdoor werd de sultan invloedrijk in Hongarije. Zijn semivazal János Szapolyai en zijn aartsvijand Ferdinand I wilden beiden de Hongaarse troon bestijgen. De sultan probeerde Wenen in te nemen maar dat lukte niet. De koninklijke titel werd tot 1540 betwist. Na de inneming van Boeda in 1541 door de Turken werd het westen en noorden van het land koninklijk Hongarije met een Habsburger als koning terwijl het centrale en zuidelijke gedeelte van het land in handen van de sultan kwam. Het oostelijke gedeelte van het land werd door de zoon van Szapolyai geregeerd als het Oost-Hongaarse koninkrijk, dit werd later het vorstendom Transsylvanië.
Tijdens het Ottomaanse bewind was de vrede fragiel. De Habsburgers vormden plannen het land te bevrijden van de moslims en de Contrareformatie aan te prijzen. Grote stukken van Ottomaans Hongarije bleven onbewoond en werden met wouden bedekt en er ontstonden ook vele moerassen. Vele boeren vluchtten naar deze gebieden en vormden daar een guerrillabeweging. Uiteindelijk werd Hongarije een blok aan het been van het Ottomaanse Rijk. Er werd veel geld uitgegeven om de grensforten te onderhouden. Toch was er ook een deel van de economie die floreerde: het vee dat gekweekt werd in de onbewoonde gebieden en geleverd werd aan Zuid-Duitsland en Noord-Italië, soms wel tot 500 000 dieren op een jaar. Wijn werd geëxporteerd naar Polen, Oostenrijk en Tsjechië.
Door aanhoudende oorlogen werd Ottomaans Hongarije uiteindelijk geruïneerd door de Turken en Oostenrijkers.
De nederlaag van het Ottomaanse leger, geleid door grootvizier Kara Mustafa Pasha bij het Beleg van Wenen in 1683 door de legers van Polen en het Heilige Roomse Rijk onder Jan Sobieski was de beslissende gebeurtenis die het begin betekende van de stagnatie van het Ottomaanse Rijk. Bij de Vrede van Karlowitz aan het einde van de Grote Turkse Oorlog in 1699 werd het Hongaarse grondgebied afgestaan aan de Oostenrijkse Habsburgers, die daarvoor al heersten over koninklijk Hongarije.

## Externe links